# Saffet Akbaş
Saffet Akbaş (* 8. September 1968 in Istanbul) ist ein ehemaliger türkischer Fußballspieler und -trainer. Durch seine langjährige Tätigkeit für Fenerbahçe Istanbul wird er mit diesem Verein assoziiert. Da bei seiner Zeit bei Fenerbahçe mit Saffet Sancaklı ein weiterer Saffet im Mannschaftskader existierte und dieser älter war, wurde Akbaş fortan als Küçük Saffet („Kleiner Saffet“) bezeichnet und Sancaklı als Büyük Saffet („Großer Saffet“).

## Spielerkarriere

### Verein
Akbaş durchlief die Nachwuchsabteilung vom Istanbuler Sportklub Gaziosmanpaşaspor und wurde hier im Verlauf der Saison 1988/89 mit einem Profivertrag ausgestattet in den Profikader aufgenommen. In seiner ersten Saison fristete er eher ein Reservistendasein und kam nur sporadisch zu Einsätzen. Mit der Saison 1989/90 eroberte er sich beim damaligen Drittligisten allmählich einen Stammplatz. Zum Saisonende beendete er mit seinem Team die 3. Futbol Ligi als Meister und war damit am ersten Aufstieg der Vereinsgeschichte in die 2. Futbol Ligi, der damals zweithöchsten türkischen Spielklasse beteiligt. Nachdem Akbaş zwei Spielzeiten lang für Gaziosmanpaşaspor in der 2. türkischen Liga tätig gewesen war, wechselte er im Sommer 1992 innerhalb der Liga zu Ayvalıkgücü.
Für Ayvalıkgücü spielte er nur eine Spielzeit und wurde anschließend vom Zweitligisten Karşıyaka SK verpflichtet. Hier etablierte er sich schnell als Stammspieler und absolvierte 25 Ligaspiele. Da sein Verein aber zum Sommer 1994 den Klassenerhalt in der 1. Lig verfehlt hatte und Akbaş weiterhin in der 1. Lig spielen wollte, wechselte er innerhalb dieser Liga zum osttürkischen Vertreter Vanspor. Auch bei diesem Klub avancierte er sofort zum Stammspieler und Leistungsträger.
Im Sommer 1995 interessierte der türkische Spitzenklub Fenerbahçe Istanbul für Akbaş und verpflichtete ihn im Juni 1995. Mit diesem Verein konnte er bereits wenige Wochen nach seinem Wechsel den vorsaisonal ausgetragenen TSYD-Istanbul-Pokal holen. In seiner ersten Saison wurde er vom brasilianischen Cheftrainer Carlos Alberto Parreira in elf Ligaspielen eingesetzt und spielte in sieben dieser Begegnungen über 90 Minuten. In diesen Einsätzen wusste er zu überzeugen und wurde einmal in die türkische Nationalmannschaft nominiert. Mit seinem Verein beendete er die Saison als türkischer Meister. In seiner zweiten Saison für Fenerbahçe stieg Akbaş zum Stammspieler auf und absolvierte 30 der möglichen 34 Ligaspiele seiner Mannschaft. Die nächste Saison verlor er seinen Stammplatz wieder und wurde anschließend als Ersatzspieler mehrmals eingesetzt. Nachdem in der Saison 1998/99 Joachim Löw das Traineramt bei Fenerbahçe übernommen hatte, wurde Akbaş erst in sieben Spielen als Stammspieler eingesetzt und danach nicht mehr in den Mannschaftsplanungen berücksichtigt. Für die Rückrunde wurde er an den Ligarivalen MKE Ankaragücü ausgeliehen. Zum Saisonende kehrte er zu Fenerbahçe zurück und wurde vom Cheftrainer im Kader behalten. In dieser Saison wurde Akbaş in zehn Ligaspielen eingesetzt. Zur neuen Saison wurde er vom neuen Cheftrainer Mustafa Denizli aus dem Kader gestrichen und für die Dauer einer Saison an den Zweitligisten Diyarbakırspor ausgeliehen. Mit diesem Verein gelang ihm durch die Vizemeisterschaft der Aufstieg in die 1. türkische Liga.
Im Sommer 2001 verließ Akbaş nach sechs Jahren Fenerbahçe und wechselte zum Stadt- und Ligakonkurrenten İstanbulspor. Bei diesem krisengeschüttelten Verein spielte er die nächsten vier Jahre durchgängig als Stammspieler. Neben seiner Leistungsträgertätigkeit wurde er auch im Verlauf dieser vier Jahre zum Mannschaftskapitän ernannt. In dieser Funktion hielt er trotz nicht gezahlter Gehaltszahlungen die Mannschaft zusammen und trug erheblich dazu bei, dass der Verein trotz aller Unwägbarkeiten vier Jahre lang in der 1. Liga bestehen konnte. Nachdem der Verein im Sommer 2005 den Klassenerhalt verfehlt hatte, beendete Akbaş seine Karriere.

### Nationalmannschaft
Nachdem Akbaş bei seinem Verein gute Leistungen erbracht hatte, wurde er im Dezember 1996 vom Nationaltrainer Mustafa Denizli im Rahmen eines WM1998-Qualifikationsspiels gegen die walisische Nationalmannschaft in den Kader der türkischen Nationalmannschaft nominiert. Bei dieser Begegnung wurde er in der 87. Minute für İlker Yağcıoğlu eingewechselt und gab damit sein Länderspieldebüt. Bis zum Herbst 1999 wurde er zehn weitere Male nominiert und absolvierte dabei fünf weitere Länderspiele.

## Erfolge
Mit Gaziosmanpaşaspor
- Meister der TFF 2. Lig und Aufstieg in die TFF 1. Lig: 1989/90

Mit Diyarbakırspor
- Vizemeister der 1. Lig und Aufstieg in die Süper Lig: 2000/01

Mit Fenerbahçe Istanbul
- Türkischer Meister: 1995/96
- TSYD-Istanbul-Pokalsieger: 1995/96
- Premierminister-Pokalsieger: 1997/98